# The Diplomats
The Diplomats, známí také jako Dipset je americká hip hopová skupina. Skupinu založili Cam'ron a Jim Jones, brzy zapojili i rappera Freekey Zekey, o rok později základ skupiny doplnil Juelz Santana. V roce 2007 skupinou otřásl spor Cam'rona s Jimem Jonesem, který vyústil v tříletou uzavřenost skupiny před Cam'ronem. Avšak v roce 2010 se skupina znovu sjednotila.

## Diskografie

### Studiová alba
| Rok  | Album                                                                                      | Hitparáda | Hitparáda  | Ocenění   |
| Rok  | Album                                                                                      | US 200    | US Hip-Hop | Ocenění   |
| ---- | ------------------------------------------------------------------------------------------ | --------- | ---------- | --------- |
| 2003 | Diplomatic Immunity - Vydáno: 25. března 2003 - Vydavatel: Diplomat, Roc-a-Fella / Def Jam | 8         | 1          | US: zlaté |
| 2004 | Diplomatic Immunity 2 - Vydáno: 2004 - Vydavatel: Diplomat, Koch                           | 46        | 8          | US: /     |
| 2018 | Diplomatic Ties - Vydáno: 22. listopadu 2018 - Vydavatel: Diplomat, Empire                 | —         | —          | US: /     |

### Kompilace
- 2005 – More Than Music vol. 1
- 2006 – The Movement Moves On
- 2007 – More Than Music vol. 2